# Partula Corona
Partula Corona est une corona, formation géologique en forme de couronne, située sur la planète Vénus par -49,7° S et 289,2° E. Elle est localisée dans le quadrangle de Themis Regio. Elle a été nommée en référence à Partula, déesse romaine de l'accouchement qui détermine la durée de la gestation.

## Géographie et géologie
Partula Corona couvre une surface circulaire d'environ 145 km de diamètre. 